# پناهگاه صخره‌ای پریان
پناهگاه صخره‌ای پریان مربوط به دوران پارینه‌سنگی جدید - دوران فرادیرینه‌سنگی است و در استان لرستان، شهرستان کوهدشت، بخش مرکزی، دهستان گل گل، روستای پریان واقع شده و این اثر در تاریخ ۲۸ اسفند ۱۳۸۵ با شمارهٔ ثبت ۱۸۴۸۹ به‌عنوان یکی از آثار ملی ایران به ثبت رسیده است.